# Juliana van Stolberg
Juliana van Stolberg (ur. 15 lutego 1506 w Stolberg (Harz); zm. 18 czerwca 1580) – holenderska hrabina, matka Wilhelma I Orańskiego.
Urodziła się w 1506 roku jako córka hrabiego Bodo VIII i jego żony Anny. Była wychowywana w wierze katolickiej. Dwa razy zmieniła religię - pierwszy raz na luteranizm, potem na kalwinizm. W 1523 roku poślubiła Filipa II, hrabiego Hanau-Münzenberg. Miała z nim pięcioro dzieci:
- Reinhard (ur. 10 kwietnia 1524, zm. 12 kwietnia 1524)
- Katarzyna (ur. 26 marca 1525, zm. 20 sierpnia 1581), żona Jana IV, hrabiego Wied-Runkel i Isenburg
- Philip III (ur. 1526 zm. 1561), hrabia z Hanau-Münzenberg
- Reinhard (ur. 8 kwietnia 1528, zm. 11 października 1554)
- Juliana (ur. 30 marca 1529, zm. 8 lipca 1595)

W 1529 owdowiała. W 1531 roku poślubiła Williama, hrabiego Nassau-Dillenburg. Miała z nim dwanaścioro dzieci.
- Wilhelm I Orański (1533-1584)
- Hermanna (ur. i zm. 1534)
- Jan VI (1536-1606)
- Louis (1538-1574)
- Maria (1539-1599)
- Adolf (1540-1568)
- Anna (1541-1616)
- Elżbieta (1542-1603)
- Juliana (1546-1588)
- Magdalena (1547-1633)
- Henryk (1550-1574)

Juliana miała w sumie 17 dzieci i 123 wnuków.